# セバスティアン・ストルジク
セバスティアン・ストルジク（Sebastian Strózik 、1999年5月15日 - ）は、ポーランド・オポレ出身のプロサッカー選手。Iリガ・スタル・スタロヴァ・ヴォラ所属。ポジションは、フォワード。

## タイトル
クラコヴィア
- ポーランド・カップ: 2019-20[3]